# Danmarks Pædagogiske Universitetsskole (DPU)
 Denne artikel omhandler den nu nedlagte universitetsskole. For det nuværende institut ved Aarhus Universitet, se DPU - Danmarks institut for Pædagogik og Uddannelse.
Danmark Pædagogiske Universitetsskole (DPU) (eng.: Danish School of Education) var et selvejende overbygningsuniversitet under Ministeriet for Videnskab, Teknologi og Udvikling. I forbindelse med universitetsreformen 1. juni 2007 blev den daværende Danmarks Pædagogiske Universitetsskole en del af Aarhus Universitet som et nyt institut. Instituttets navn er pr. 2015 DPU - Danmarks institut for Pædagogik og Uddannelse.

## Historie
Danmarks Lærerhøjskole fungerede som uddannelsesinstitution indtil 2000. Uddannelsen var rettet til studerende fra Danmark, herunder Færøerne og Grønland.
Danmark Pædagogiske Universitetsskole blev oprettet i juli 2000 ved at fusionere Danmarks Lærerhøjskole, Danmarks Pædagogiske Institut, Danmarks Pædagoghøjskole og Center for Teknologistøttet Undervisning. I forbindelse med universitetsreformen 1. juni 2007 blev den daværende Danmarks Pædagogiske Universitetsskole en del af Aarhus Universitet og fik status af institut. I 2011 skiftede instituttet navn til Institut for Uddannelse og Pædagogik (DPU) ved Aarhus Universitet. I 2015 skiftede instituttet igen navn, denne gang til Danmarks institut for Pædagogik og Uddannelse, der igen gjorde det muligt at forkorte navnet til DPU. 

## Institutionens navne gennem tiderne
- De Monradske Lærerkurser (1856–1891) grundlagt af D.G. Monrad regnes for forløberen, der blev ledet af N.J. Fjord (1825–1891).
- 1904 Statens Lærerhøjskole, Odensegade 14.
- 1944 Danmarks Lærerhøjskole, Odensegade 14.
- 1948 Danmarks Lærerhøjskole, Emdrupborg, Emdrupvej 101.
- 2000 Danmarks Pædagogiske Universitet, Emdrup, Tuborgvej 164, København. (Samme beliggenhed, men ændret adresseangivelse. Emdrupborg ligger på hjørnet af Emdrupvej og Tuborgvej ved ring 2).
- 2007 Danmarks Pædagogiske Universitetsskole ved Aarhus Universitet, Emdrup, København.
- 2011 Institut for Uddannelse og Pædagogik (DPU) ved Aarhus Universitet, Emdrup, København.
- 2015 DPU - Danmarks institut for Pædagogik og Uddannelse.

## Forstandere og rektorer
- 1895–1924 Hans Olrik (1862–1924)
- 1924–1939 Vilhelm Rasmussen (1869–1939)[2]
- 1939–1950 Georg Julius Arvin (1880–1962)
- 1950–1964 Ernst Larsen (1894–1975)[3]
- 1964–1978 Harald Torpe (1910–1994)[4]
- 1978–1990 Henning Andersen (1931-2015)[5]
- 1990–2000 Tom Ploug Olsen (1938-2012)[6]
- 2000–2006 Lars-Henrik Schmidt (1953-2021)[7]
- 2008- 2010 Lars Qvortrup (født 1950)